# Жукати
Жукати (порт. Jucati)  —  муниципалитет в Бразилии, входит в штат Пернамбуку. Составная часть мезорегиона Сельскохозяйственный район штата Пернамбуку. Входит в экономико-статистический  микрорегион Гараньюнс.